# Humà de cop i volta
"Humà de cop i volta" (títol original en anglès "Suddenly Human") és el quart episodi de la quarta temporada de la sèrie de televisió de ciència-ficció estatunidenca Star Trek: La nova generació, i el 78è de tota la sèrie. Es va emetre originalment en redifusió als Estats Units el 15 d'octubre de 1990. Va ser escrit per John Whelpley i Jeri Taylor, i dirigit per Gabrielle Beaumont.
Ambientada al segle XXIV, la sèrie segueix les aventures de la tripulació de la nau de la Flota Estel·lar de la Federació Enterprise-D sota el comandament del capità Jean-Luc Picard. En aquest episodi, l' Enterprise rescata el net d'un almirall de la Flota Estel·lar, donat per mort durant molt de temps, però que havia estat adoptat i criat pels enemics que van matar els pares del nen.

## Argument
L’ Enterprise respon a una trucada de socors d'una embarcació talariana. Rescaten cinc tripulants adolescents: quatre talarians i un humà, Jono (Chad Allen).
Jono es manté a si mateix, però mostra una obediència estricta al Capità Picard, que juntament amb algunes lesions passades inexplicables fa que la Doctora Crusher suggereixi que Jono podria haver estat abusat físicament. Es determina que Jono és Jeremiah Rossa, un ciutadà perdut de la Federació. La seva àvia és una almirall de la Flota Estel·lar, i va quedar orfe deu anys abans quan els seus pares van morir en una escaramussa amb els talarians.
Quan el capità presenta el tema de la família humana d'en Jono, Jono s'enfada. Després d'un esforç persistent de Picard, els records de Jono de l'atac comencen a tornar i es desenvolupa una amistat entre Jono i Wesley Crusher.
Arriba una nau talariana. El seu capità, Endar, demana un estatus al seu fill, que passa a ser Jono. Endar havia reclamat Jono com el seu propi fill després que els pares del nen fossin assassinats deu anys abans, d'acord amb la tradició talariana d'adoptar els fills dels enemics assassinats per reemplaçar els seus fills que moren a la batalla. Endar explica les lesions d'en Jono com el producte d'un nen que intenta impressionar el seu pare participant en activitats d'alt risc; Picard sembla satisfet i observa que l'Endar sembla cuidar en Jono. Picard permet que Endar vegi en Jono, però quan en Jono diu que vol quedar-se amb l'Endar, Picard sospita que el nen té por de dir que vol quedar-se a la Federació. Endar insisteix que Jono tornarà amb ell, encara que el resultat sigui una guerra entre els talarians i la Federació.
Tornant al seu vaixell, Endar demana reforços, ja que Picard decideix intentar convèncer Jono perquè es quedi. Després que Jono rep un missatge de la seva àvia, Picard porta el nen a jugar a una forma de raquetbol, on Jono es trenca i plora. La tripulació creu que estan avançant amb el noi, però aquella nit, Jono apunyala el Picard adormit al pit. La fulla es desvia de l'estern de Picard, causant només una ferida lleu, però el problema d'on hauria de viure en Jono ara s'agreuja a causa de l'assalt que acaba de cometre.
Quan Picard s'assabenta que Jono sent que no pot trair l'Endar fent amistat amb Picard, el capità s'adona que ha estat intentant imposar els seus desitjos al noi. Just quan la paciència de l'Endar està a punt d'esgotar-se, Picard es posa en contacte amb els talarians i els fa saber que deixarà que Jono torni. Jono s'acomiada de Picard amb un ritual talarià que normalment es reserva als membres de la família. També es treu els guants que havia jurat seguir fent servir per no tocar un extraterrestre. Quan s'allunya de l'Enterprise, es pot veure que Picard s'havia unit amb el noi, i el seu rostre s'ennuvola per la tristesa i l'enyorança. Aquest nen era com un fill per a Picard, i mai l'oblidarà.

## Repartiment i doblatge al català
La sèrie va ser doblada al català pels estudis Tramontana (primera part) i Soundtrack (segona part) i emesa a TV3 l’any 1991. Els dobladors de l'episodi foren:
| Personatge               | Actor/actriu     | Veu en català         |
| ------------------------ | ---------------- | --------------------- |
| Jean-Luc Picard          | Patrick Stewart  | Joan Crosas           |
| William Riker            | Jonathan Frakes  | Antoni Forteza        |
| Data                     | Brent Spinner    | Joaquim Sota          |
| Geordi La Forge          | LeVar Burton     | Aleix Estadella       |
| Worf                     | Michael Dorn     | Enric Arquimbau       |
| Beverly Crusher          | Gates McFadden   | Aurora Garcia         |
| Deanna Troi              | Marina Sirtis    | Victòria Pagès        |
| Wesley Crusher           | Will Wheaton     | Roger Pera            |
| Jono/Jeremiah Rossa      | Chad Allen       | Albert Trifol Segarra |
| Ender                    | Sherman Howard   | Manel Català          |
| Almirall Connaught Rossa | Barbara Townsend | Isabel Muntaner       |

## Producció
A l'esborrany original del guió, la raça alienígena s'havia d'anomenar frigis. A proposta de Michael Okuda, aquests es van convertir en els talarians esmentats anteriorment però encara no mostrats. Les armes de foc talarianes es van reutilitzar més tard diverses vegades com a fusells disruptors romulans.

## Recepció
Jamahl Epsicokhan de Jammer's Reviews de TrekNation, va assenyalar que aquest era el tercer episodi consecutiu de TNG en tractar problemes familiars. Epsicokhan va anomenar "Humà de cop i volta" el menys efectiu dels tres episodis orientats a la família, criticant el guió afirmant que la trama va trigar massa a desenvolupar-se i que la història era plana per parts. Al ressenyador també li va decebre que la reacció de l'almirall de la Flota Estel·lar davant la seva sol·licitud de custòdia ignorada per Picard es va deixar com un punt de la trama no resolt.
El 2012, Keith DeCandido va qualificar l’episodi a tor.com com un episodi bastant pobre de Star Trek: La nova generació. Ofereix una idea bàsica interessant, però va trobar els talarians avorrits. La sospita que Jono podria haver estat maltractat per ells només s'aborda a mitges. Per a DeCandido, el fet que la tripulació de l'Enterprise passi la major part de l'episodi només intentant reunir Jono amb els seus avis, en lloc de respectar el seu desig expressat de romandre amb els talarians, contrasta amb l'alta sensibilitat cap a altres cultures mostrada en nombrosos episodis anteriors. El fet que la seva àvia sigui almirall podria haver estat utilitzat per exercir pressió externa sobre la tripulació de l'Enterprise. DeCandido també hi va veure un potencial desaprofitat.

## Llançament en mitjans domèstics
El 27 de febrer de 1996 "El bo i millor d'ambdós mons, Part II" i "Humà de cop i volta" foren llançats en LaserDisc als Estats Units. Aquest episodi aparellat 1 i 4 de la temporada 4 en un disc òptic de 12 polzades de doble cara.
"Humà de cop i volta" es va publicar amb la caixa del DVD de la quarta temporada de Star Trek: La nova generació, llançat als Estats Units el 3 de setembre de 2002.